# Survival of the Fittest (ER)
Survival of the Fittest is de zeventiende aflevering van het zevende seizoen van de televisieserie ER, die voor het eerst werd uitgezonden op 29 maart 2001.

## Verhaal
Op de SEH veroorzaakt een demente oude vrouw een schietpartij nadat zij een wapen trekt. Zij wordt neergeschoten door de politie waardoor zij later aan overlijdt. Dr. Benton ontdekt later dat haar dementie veroorzaakt werd door een complicatie van een eerdere operatie, dit hadden hij en dr. Finch opgemerkt moeten hebben. 
Dr. Carter vertelt aan Rena een leugentje, hij vertelt haar dat hij een romantisch verleden heeft met Lockhart.
Het is 1 april en er worden talrijke grappen uitgehaald, zo wordt dr. Kovac geconfronteerd met een doorgedraaide patiënt. Dit is opgezet door dr. Malucci, en als dr. Kovac de patiënt wil uitschakelen met Haloperidol spuit hij dit per ongeluk bij dr. Malucci in. Deze wordt nu uitgeschakeld en blijft dit zijn hele dienst. Als wraak lijmt dr. Kovac de hand van dr. Malucci vast aan zijn voorhoofd. 
Dr. Corday is het beu dat, nu zij hoogzwanger is, iedereen denkt dat zij niet meer kan werken. Om dit te bewijzen voert zij een lange operatie uit.
Dr. Greene krijgt drie jonge studentes onder behandeling die tapijtreinigers hebben gesnoven.

## Rolverdeling

### Hoofdrollen
- Anthony Edwards - Dr. Mark Greene
- Noah Wyle - Dr. John Carter
- Laura Innes - Dr. Kerry Weaver
- Alex Kingston - Dr. Elizabeth Corday
- Paul McCrane - Dr. Robert Romano
- Goran Višnjić - Dr. Luka Kovac
- Michael Michele - Dr. Cleo Finch
- Erik Palladino - Dr. Dave Malucci
- Ming-Na - Dr. Jing-Mei Chen
- Eriq La Salle - Dr. Peter Benton
- Maura Tierney - verpleegster Abby Lockhart
- Laura Cerón - verpleegster Chuny Marquez
- Deezer D - verpleger Malik McGrath
- Gedde Watanabe - verpleger Yosh Takata
- Dinah Lenney - verpleegster Shirley
- Lyn Alicia Henderson - ambulancemedewerker Pamela Olbes
- Emily Wagner - ambulancemedewerker Doris Pickman
- Lourdes Benedicto - Rena Trujillo
- Kristin Minter - Randi Fronczak

### Gastrollen (selectie)
- Brad Blaisdell - rechercheur
- Diane DiLascio - politieagente Lisa Kimble
- David Roberson - politieagent Durcy
- Whitney Dylan - Laura Becton
- Colby French - Greg Becton
- Terri Garber - Dr. Alexander
- Adrian Ricard - Mrs. Howard
- Ernest Harden Jr. - schoonzoon van Mrs. Howard
- Michele Harrell - dochter van Mrs. Howard
- Shane Lyons - Stuart